# Pohjoissalmi (vid Kulho, Åbo)
Pohjoissalmi är ett sund i Finland. Det ligger i landskapet Egentliga Finland, i den södra delen av landet, 150 km väster om huvudstaden Helsingfors.
Pohjoissalmi ligger mellan Prästholmen i norr och Kulho i söder. Sundet ansluter till Vihtilänsalmi i väster samt Långvattnet och Lemofjärden i öster.